# Усадьба Корвин-Литвицких
Усадьба Корвин-Литвицких — городская усадьба, объект культурного наследия России в городе Тверь, спроектированный и построенный архитектором К. И. Росси в 1820-х годах. Один из лучших памятников жилой архитектуры, построенных по проекту К. И. Росси.
Расположена на бульваре Радищева 41/30, в историческом районе Мещанская слобода.

## История
Усадьба в стиле ампир была спроектирована в 1820-х годах К. И. Росси по заказу титулярного советника,  помещика Тверского и Корчевского уездов, секретаря епархиального управления Петра Михайловича Корвин-Литвицкого. В 1890-м здание было отремонтировано и продано. В начале XX века в усадьбе располагался пивной склад, после Великой отечественной войны - коммунальные квартиры. С 1970-х, после реставрации в усадьбе располагалась редакция газеты «Смена» и «Калининская неделя». С 1990-х - коммерческая фирма и издание «Из рук в руки». С 2023 года в здании разместился Музей живописи Валентина Сидорова «На тёплой земле», художника-пейзажиста и уроженца Тверской губернии.

## Описание
Главный дом находится на углу квартала, его главный фасад обращен на бульвар, а боковой — к Студенческому переулку. Дом соединен с флигелем воротами, а второй флигель, который также был соединен с главным домом, был разобран в 1970-х годах.
Дом одноэтажный, с полуподвалом и мезонином, выполнен из кирпича и оштукатурен. План здания прямоугольный, вытянут вдоль переулка. С задней стороны к основному зданию примыкают низкие сени, вероятно, добавленные позже, с парадным входом со стороны переулка. Главный фасад украшен портиком с четырьмя ионическими колоннами и треугольным фронтоном. Стены по бокам портика обработаны рустом, а окна украшены веерными гребнями. Фасад со стороны переулка более простой.
В полуподвале находится помещение с белокаменным сводом. На первом этаже сохранилась планировка с тремя комнатами вдоль главного фасада. Флигель одноэтажный, кирпичный, с вальмовой крышей. Его главный фасад имеет три окна и разделен двумя пилястрами дорического ордера. Ворота простые, с высокой перемычкой на небольших пилонах.

## Галерея

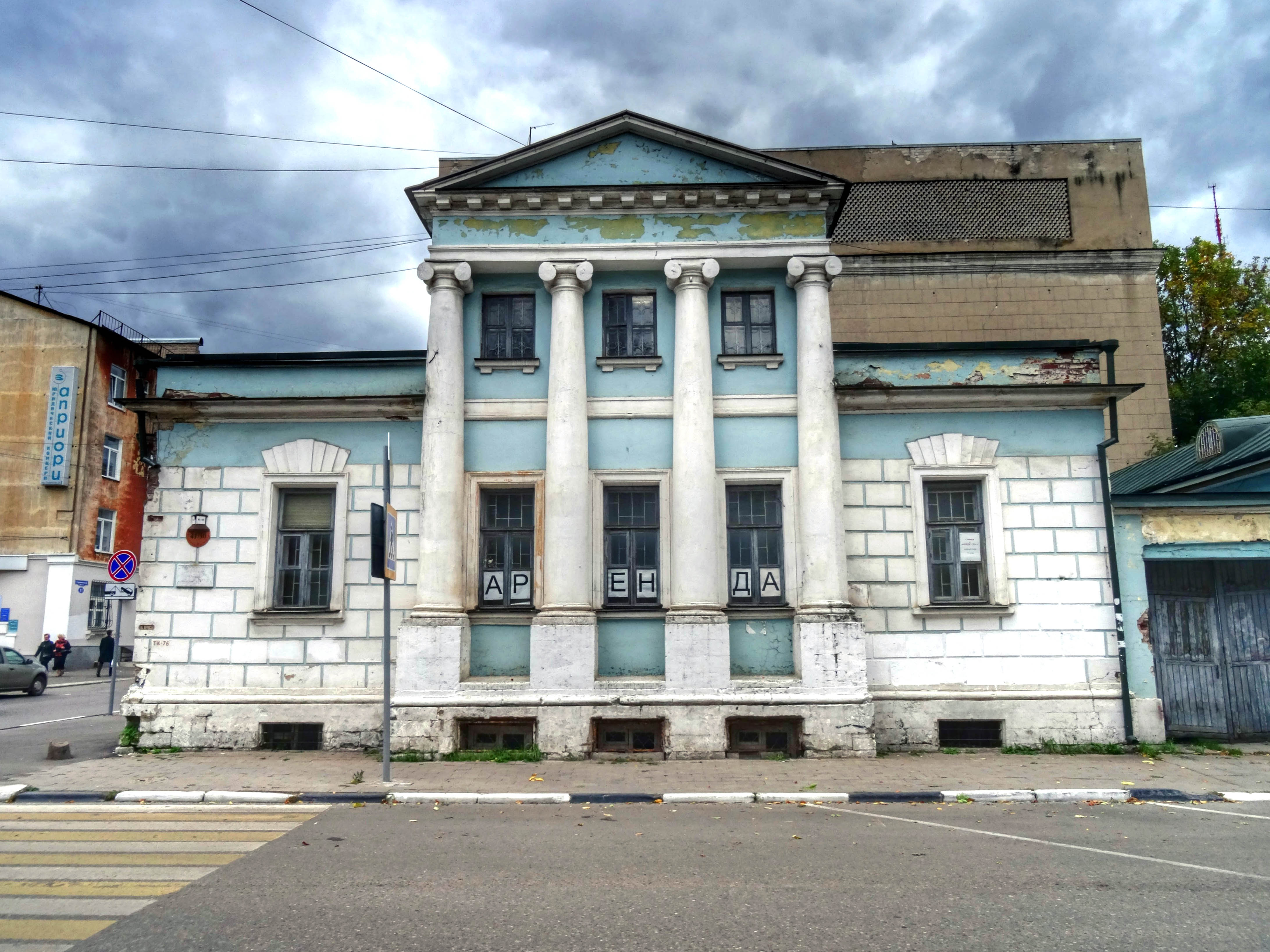
Главный дом
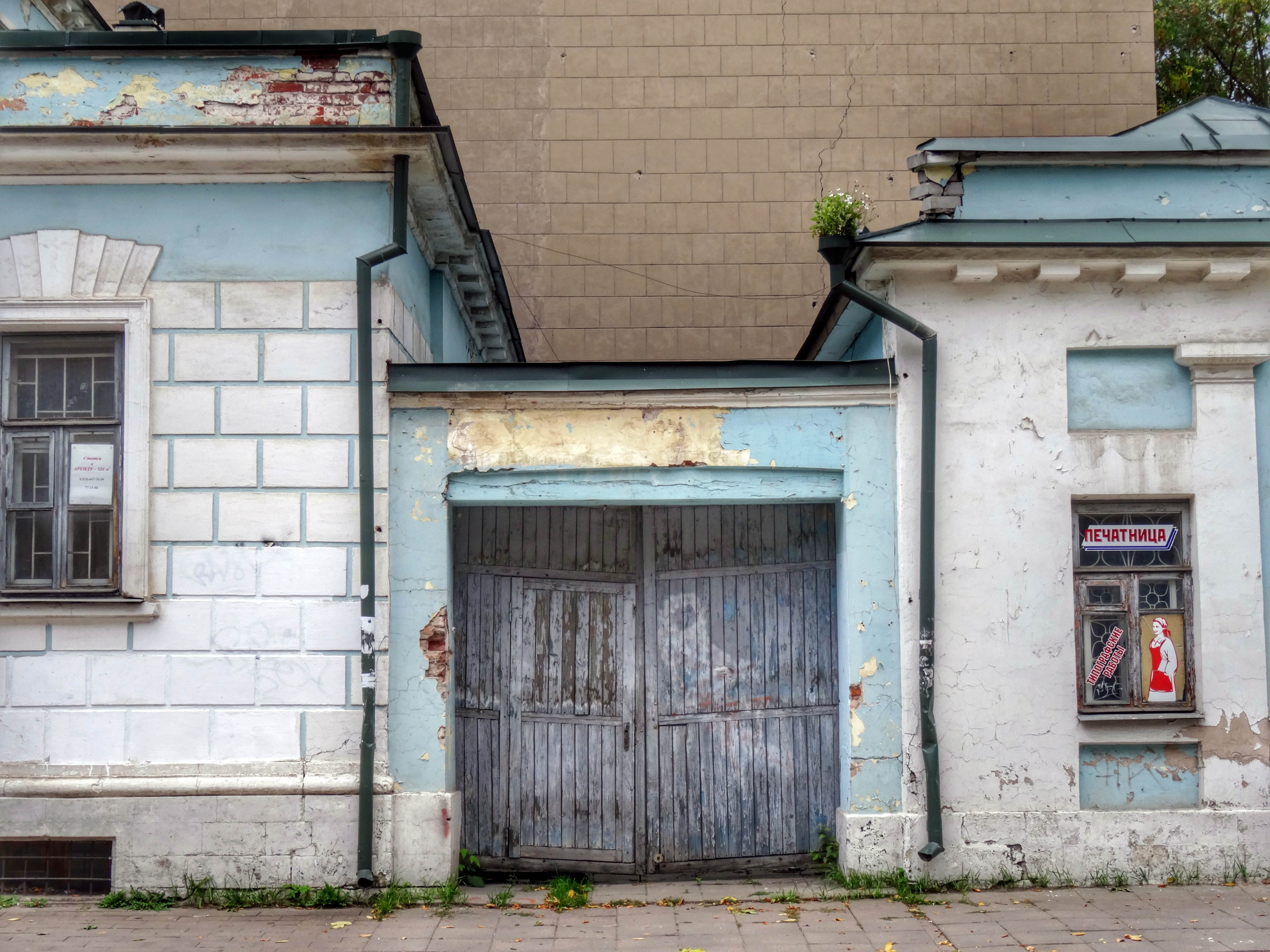
Ворота
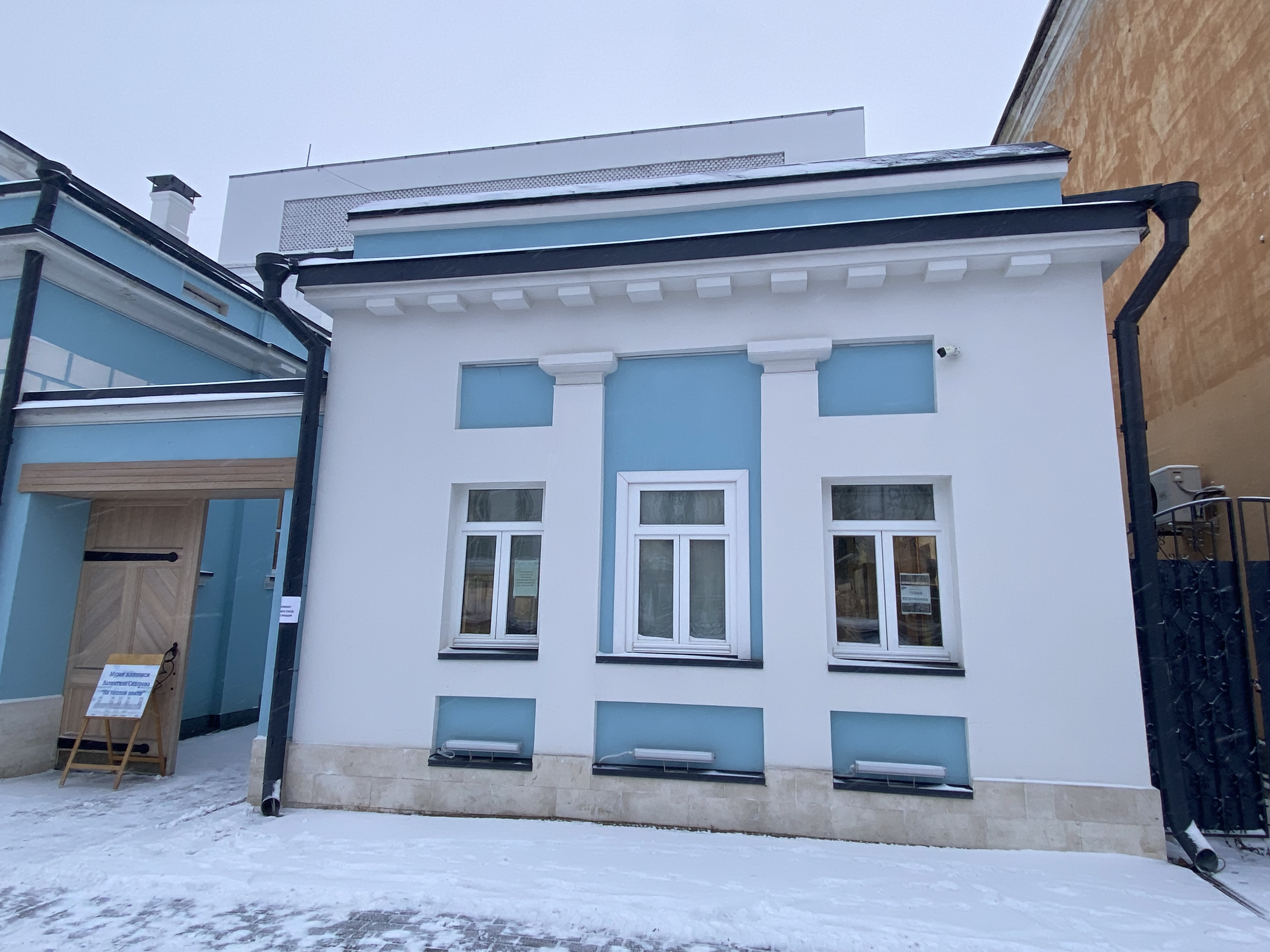
Флигель